# Abel (canción)
«Abel» Es el tercer sencillo de la cantante mexicana Julieta Venegas en 2010.

## Canción
Fue lanzado el 19 de octubre de 2010 como tercer sencillo, está fue escrita y producida por Julieta Venegas para la Banda sonora de la película del actor/director Diego Luna, siendo la principal canción llevando la película el mismo nombre que la canción.
Este sencillo solo fue lanzado en descarga digital pero no promocionado en la radio ni cuenta con vídeo.

## Chart
| Lista (2010)                              | Posición |
| ----------------------------------------- | -------- |
| iTunes México                             | 19       |
| iTunes México (Alternativo y rock latino) | 1        |